# Mike Buncic
Michael « Mike » Buncic (né le 25 juillet 1962 à Paterson) est un athlète américain, spécialiste du lancer du disque. 

## Biographie
Mike Buncic participe à deux Jeux olympiques : 10e à Séoul en 1988, il ne franchit pas le cap des qualifications en 1992 à Barcelone.
Il atteint à trois reprises la finale des championnats du monde, se classant 5e en 1991, 8e en 1993 et 11e en 1995.
Il remporte la médaille de bronze lors des Goodwill Games de 1990.
Son record personnel au lancer du disque est de 69,36 m, établi le 6 avril 1991 à Fresno.